# Indiana (Pennsylvania)
Indiana ist ein Borough im US-Bundesstaat Pennsylvania und der Verwaltungssitz des Indiana County. Laut Volkszählung im Jahr 2020 hatte Indiana eine Einwohnerzahl von 14.044 auf einer Fläche von 4,6 km².

## Demografie
Nach einer Schätzung von 2019 leben in Indiana 13.167 Menschen. Die Bevölkerung teilt sich im selben Jahr auf in 86,5 % Weiße, 6,8 % Afroamerikaner, 0,2 % amerikanische Ureinwohner, 2,9 % Asiaten, 0,1 % Ozeanier und 3,3 % mit zwei oder mehr Ethnizitäten. Hispanics oder Latinos aller Ethnien machten 2,3 % der Bevölkerung aus. Das mittlere Haushaltseinkommen lag bei 30.647 US-Dollar und die Armutsquote bei 39,3 %.

## Wirtschaft
Jahrzehntelang war der Kohlebergbau der wichtigste Wirtschaftszweig der Stadt, aber mit der Schließung der Minen in der zweiten Hälfte des 20. Jahrhunderts hatte die Region anhaltende wirtschaftliche Schwierigkeiten. Die Vermessung und Förderung von Erdgas hat einen Teil der Flaute aufgefangen.
Das County und die gesamte Region wirbt für sich als "Weihnachtsbaum-Hauptstadt der Welt", weil dort der nationale Verband der Weihnachtsbaumzüchter gegründet wurde. Es gibt immer noch viele Weihnachtsbaumfarmen in der Gegend.

## Bildung
In Indiana befindet sich die Indiana University of Pennsylvania, eine öffentliche Universität mit knapp 15.000 Studierenden.

## Söhne und Töchter der Stadt
- James Stewart (1908–1997), Schauspieler
- Edward Abbey (1927–1989), Naturforscher, Philosoph und Schriftsteller
- Sandy McPeak (1936–1997), Schauspieler
- Paul McCandless (* 1947), Musiker
- Renée Fleming (* 1959), Sopranistin
- Patricia Robertson (1963–2001), Ärztin und Raumfahrtanwärterin der NASA